# Playa de la Caleta de Vélez
La Playa de la Caleta de Vélez, también conocida simplemente como playa de la Caleta, es una playa de Vélez-Málaga, en la Costa del Sol Oriental de la provincia de Málaga, Andalucía, España. Se trata de una playa urbana de arena oscura y oleaje moderado situada en el núcleo urbano de Caleta de Vélez. Tiene unos 1000 metros de longitud y unos 30 metros de anchura media, y es accesible desde un paseo marítimo. Es una playa con un nivel alto de ocupación y todos los servicios propios de las playas urbanas.